# Апраксин, Пётр Николаевич
Граф Пётр Никола́евич Апра́ксин (1876, Нерви, Италия — 3 февраля 1962, Брюссель, Бельгия) — русский политический и государственный деятель, Таврический губернатор, глава Русского собрания. Действительный статский советник, гофмейстер.

## Биография
Родился 3 января 1876 года в Нерви (Италия). Происходил из рода потомственных дворян Владимирской губернии Апраксиных. Сын бывшего Владимирского губернского предводителя дворянства графа Николая Петровича Апраксина и Надежды Фёдоровны, урождённой Гейденрейх.
Воспитывался в 1-м Московском кадетском корпусе, в 1893 году был переведен в Пажеский корпус. Окончил его в 1896 году, был выпущен из камер-пажей в подпоручики лейб-гвардии 4-го стрелкового Императорской фамилии батальона. Командовал ротой Его Величества (1897). В 1899 году был командирован в голодающие Приволжские губернии помощником главноуполномоченного Красного Креста.
В 1901 году вышел в запас в чине поручика гвардии и поступил на службу в канцелярию Комитета министров. В том же году был командирован на Дальний Восток для выяснения условий землепользования Амурского и Уссурийского казачьих войск. В 1900—1902 годах был слушателем Санкт-Петербургского археологического института, в 1902—1903 годах сотрудничал в журнале «Русский вестник».
Во время русско-японской войны состоял уполномоченным от общины Святой Евгении на Дальнем Востоке при осаде Порт-Артура, в сражениях под Ляояном и Мукденом, а также уполномоченным Красного Креста при 1-м Сибирском корпусе во время боя под Хегуитаем. За труды и отличия был награждён несколькими орденами.
Вернувшись с театра военных действий, продолжил службу в канцелярии Комитета министров. Затем занимал посты Воронежского вице-губернатора (1907—1911) и Таврического губернатора (1911—1913). О его назначении в Таврическую губернию газета «Ялтинский вестник» писала:
Таврическим же губернатором назначается воронежский вице-губернатор, камер-юнкер двора Его Величества граф Петр Николаевич Апраксин.
Граф Апраксин окончил Пажеский корпус и состоит на службе с 1896 года. Сначала он служил в военной службе, а затем в октябре месяце 1907 года переведен по ведомству Министерства внутренних дел, с назначением воронежским вице-губернатором. Графу Апраксину нет еще и 40 лет. Но, несмотря на это, он заявил себя опытным и дельным администратором и добрым отзывчивым человеком. В Воронеже граф Апраксин пользуется широкою популярностью.
Владелец торгового Апраксина двора в Санкт-Петербурге.
По словам Б. Энгельгардта, Апраксин был чрезвычайно желательный тип администратора, правого по убеждениям, но обладавшего терпимостью к чужим взглядами. Он считал, что привлечение к сотрудничеству в местной хозяйственной жизни представителей радикальных течений не представляет опасности для государственного строя. Наоборот, он верил что участие в общей работе порождает в людях чувство ответственности и умеряет крайности в воззрениях. Положение его в роли Таврического губернатора было исключительно видное. Царская семья ежегодно приезжала в Крым, и местный губернатор естественно, был в то время в непосредственной близости к Царю. Это обстоятельство повидимому сыграло известную роль в дальнейшей карьере Апраксина, бывшей камер-паж Государыни Александры Федоровны получил назначение состоять при ней. Хотя в придворных кругах он особыми симпатиями не пользовался.
В 1913—1917 годах состоял секретарём-распорядителем императрицы Александры Фёдоровны, ведая канцелярией и придворным церемониалом, а с 1914 года возглавлял военные госпитали и благотворительные комитеты императрицы. Дослужился до чина действительного статского советника (1915). Состоял товарищем председателя Общества возрождения художественной Руси. В 1917 году начальник Заготовительных складов Военного ведомства.
После отречения Николая II и ареста царской семьи принял сначала решение остаться при императрице в Царском селе, хотя и на него в этом случае также налагался арест. Но 11 марта 1917 года покинул Александру Фёдоровну. В дневнике княгини Е. А. Нарышкиной имеется запись: «Апраксин больше не может выдержать и завтра уезжает. Он ходил прощаться с императрицей и сказал, что ей следует расстаться с Аней Вырубовой». Спустя годы, не все в эмиграции одобрили этот поступок П. Н. Апраксина, не пожелавшего остаться до последнего с царской четой, у которой находился на службе. Нужно учесть, что в Петрограде в дни революции у П.Н. Апраксина находилась его жена с пятью малолетними детьми.
Избран членом Поместного собора Православной Российской Церкви 1917—1918 годов как мирянин от Московской епархии, участвовал в 1–2-й сессиях, член Комиссии по фотографированию и описанию повреждений Кремля, I, II, V, VI, XVIII, XX отделов. В 1919 году был членом II отдела и 2-й комиссии Юго-Восточного Русского Церковного Собора, кандидат в члены ВВЦУ.
Во время Гражданской войны находился при ВСЮР и Русской армии барона Врангеля, в 1920 году занимал пост Таврического губернатора и председателя Ялтинской городской думы. Эвакуировался из Крыма в Константинополь с частями барона Врангеля.
В эмиграции в Югославии, затем переехал в Бельгию. В 1921 году был членом Главного правления Русской Православной Зарубежной Церкви и Русского Всезаграничного Церковного Собора . В 1923 году в Брюсселе основал и возглавил Историко-генеалогическое общество, в 1926 году выступал на юбилейном собрании газеты «Новое время». Был делегатом на Российском зарубежном съезде в Париже (1926) и членом Второго Всезарубежного Собора РПЦЗ (1938). Участвовал в работе Русского очага во Франции, состоял членом Союза объединенных монархистов в Париже.
С 1929 года состоял членом комитета по строительству Храма Святого Иова Многострадального в Брюсселе, а в 1945 стал председателем комитета. Преподавал русскую литературу в приходской школе. С 1955 года член епархиального совета Западно-Европейской епархии РПЦЗ и Совета Союза дворян в Париже, председатель отдела Союза пажей.
Умер 3 февраля 1962 года. Похоронен на кладбище Ixelles в Брюсселе, участок Pelouse 1, недалеко от могилы Виктора Орты, вместе с другими представителями русской эмиграции.

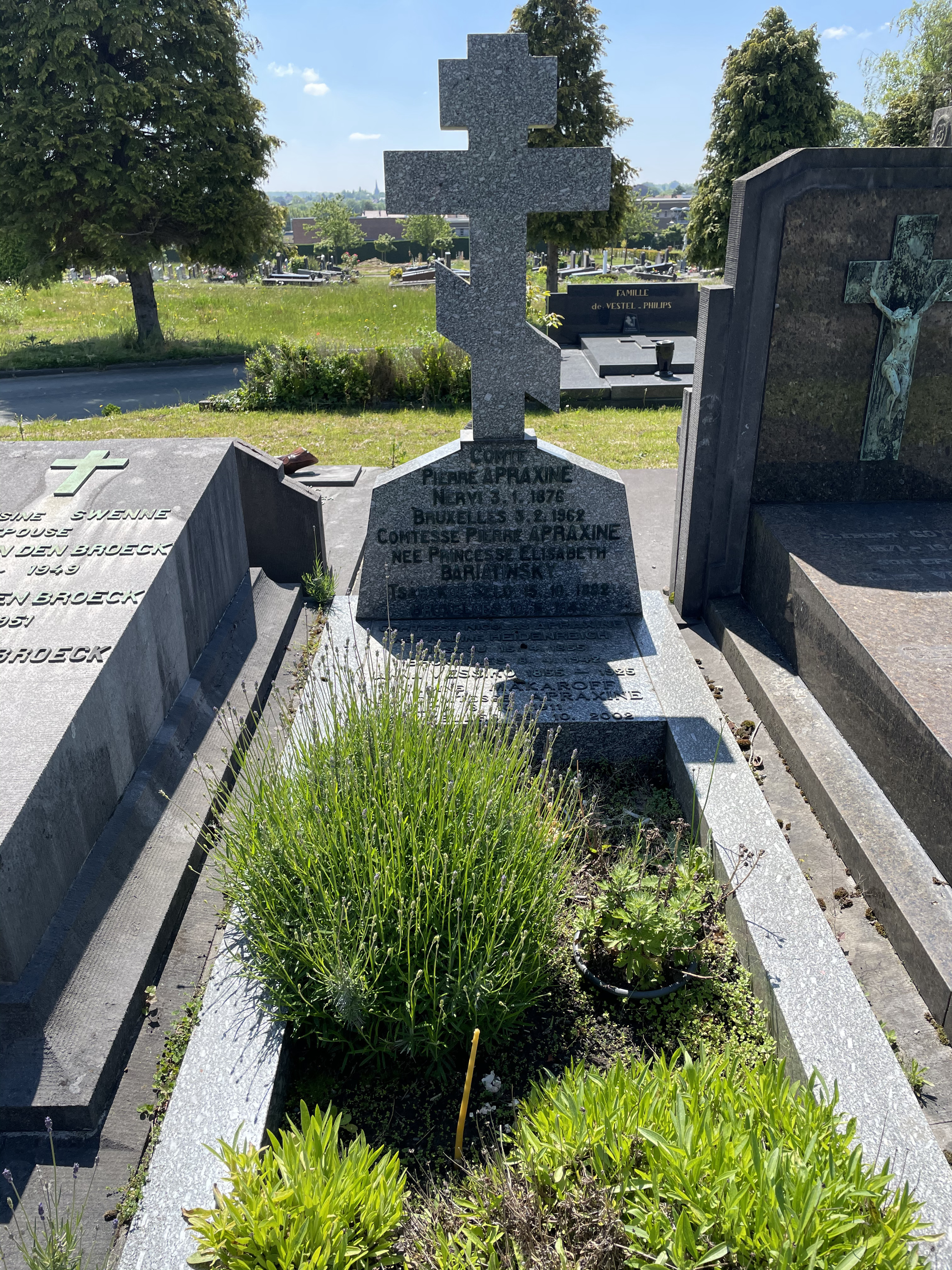
Могила П.Н. Апраксина на Иксельском кладбище

## Политическая деятельность
В 1902 году вступил в Русское Собрание, в 1905 — был избран членом Совета РС. На выборах во II Государственную думу выдвигался от Союза русского народа и Русского собрания по второму разряду в Санкт-Петербурге. но не прошел. В октябре 1907 в связи с назначением Воронежским вице-губернатором выбыл из состава Совета. Жертвовал крупные суммы на деятельность РС, за что он и его жена были избраны пожизненными членами РС. В марте 1914 был избран товарищем председателя Русского Собрания и в этой должности возглавлял РС до 1916 года.

## Семья

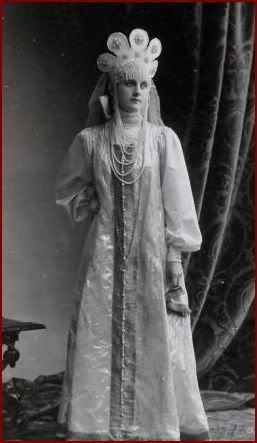
Кн. Елиз. Влад. Барятинская на костюмированном бале 1903 года

Жена (с 6 апреля 1909 года) — княжна Елизавета Владимировна Барятинская (10.10.1882—10.05.1948), фрейлина двора, младшая дочь князя В. А. Барятинского. Умерла в Брюсселе. Дети:
- Николай (1910, Воронеж — арестован в Эстонии в 1940, расстрелян в 1941 в Ленинграде[5]), был женат на Софии Николаевне фон Бюнтинг (1912—1992), дочери Н. Г. фон Бюнтинга.
- Надежда (1911—2002), в замужестве Макарова. Восприемницей при её крещении была императрица Александра Фёдоровна[6].
- Владимир (1915—1993), военный инженер, был женат на Марии Николаевне Котляревской[7].
- Марфа, Андрей.

## Награды
- Орден Святого Станислава 3-й ст. (1900);
- Орден Святого Станислава 2-й ст. (1905);
- Орден Святой Анны 2-й ст. с мечами (1905);
- Орден Святого Владимира 4-й ст. с мечами (1905).
- Медаль «В память царствования императора Александра III»;
- Медаль «В память коронации Императора Николая II»;
- Медаль Красного Креста «В память русско-японской войны 1904—1905 гг.»;
- Медаль «В память 300-летия царствования дома Романовых» (1913).

Иностранные:
- бухарский Орден Золотой звезды с алмазами (1913).